# أرجنتينوصور
أرجنتينوسورس (باللاتينية:Argentinosaurus «سحلية الأرجنتين») هو نوع ينتمي إلى ديناصورات تيتانوصورات الصوروبودا، الاسم العلمي يشير إلى البلد الذي تم اكتشافه فيه، عاش فيما كان وقتها جزيرة قارة أمريكا الجنوبية في الفترة بين 97 و 94 مليون سنة خلال العصر الطباشيري المتأخر، يبلغ وزنه حوالي 80 طن، وطوله 35 متر وارتفاعه 21.4 متر ويعتبر من اضخم الديناصورات المكتشفة.

## انظر أيضا

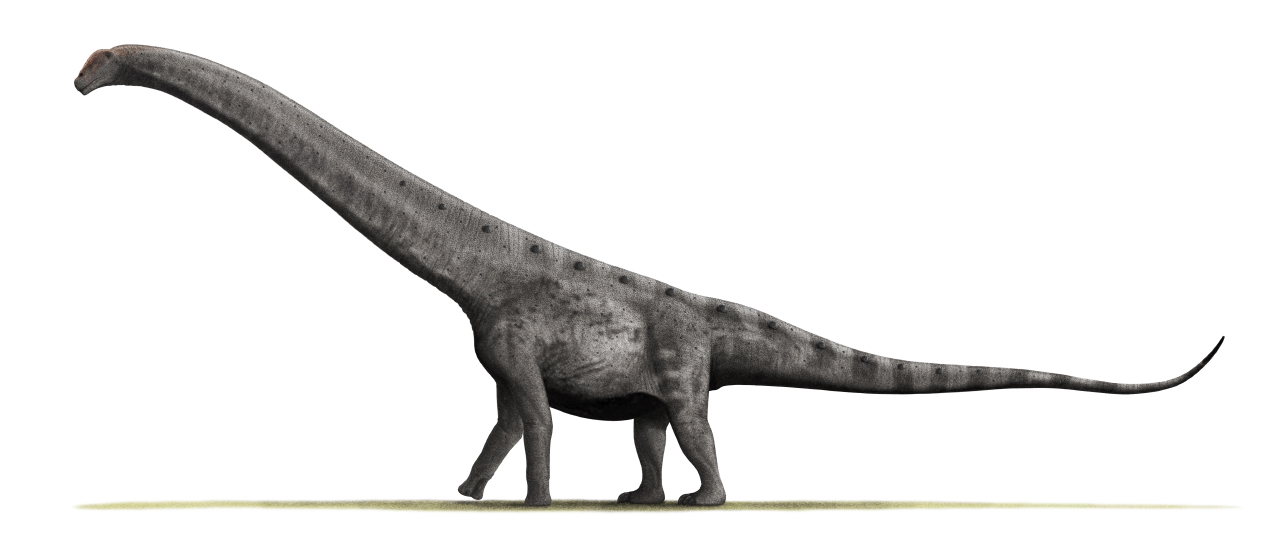
إعادة إنشاء مستندة على الدريدنوتس ذو صلة القرابة